# Charles Paget
Charles Paget GCH Kt (7 de outubro de 1778 — 27 de janeiro de 1839) foi um marinheiro britânico, que se tornou também um político liberal e membro do Parlamento.

## Carreira naval
Charles Paget era filho de Henry Bayly Paget, 1º Conde de Uxbridge, e de Jane Champagné, e irmão do segundo conde, que se tornou o primeiro marquês de Anglesey, famoso por ter sua perna amputada na Batalha de Waterloo, quando comandava a cavalaria.
Charles ingressou na Marinha Real Britânica em 1790, e em 1797 era capitão do HMS Martin, uma chalupa de guerra servindo na Batalha de Camperdown.
Em 1798 se tornou post-captain do HMS Brilliant, uma pequena fragata, com a qual capturou le Dragon de onze canhões, e o St Jago, um corsário espanhol de 10 canhões.
O próximo compromisso do capitão Paget foi no HMS Hydra, uma fragata de 38 canhões, com a qual seguiu para o Mediterrâneo, onde permaneceu cerca de doze meses. Em 6 de abril de 1803, serviu no HMS Endymion, uma fragata de uma classe maior, e no decorrer do verão que se seguiu, capturou la Bacchante, uma corveta francesa de 18 canhões, l'Adour, um navio de suprimentos de 20 canhões, e le General, uma escuna corsária de Morcau de 16 canhões. Em seguida, interceptou vários navios mercantes espanhóis ricamente carregados procedentes da América do Sul, e também capturou lu Colombe, uma corveta francesa de 10 canhões no litoral de Ouessant. Em 1800, foi transferido para o HMS Egyptienne.

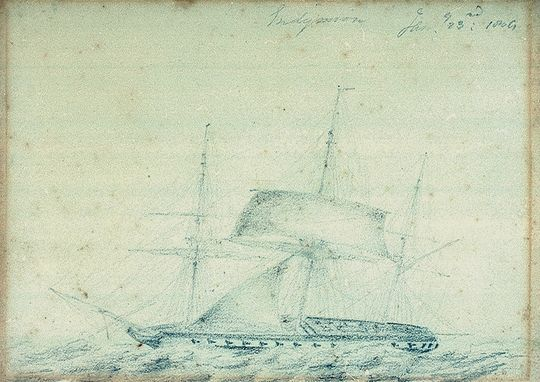
Um esboço do HMS Endymion feito por Paget.

Quase no final da longa guerra francesa, o capitão Paget, ao cruzar com o Endymion a costa da Espanha, avistou um navio francês de linha em perigo iminente, entre rochas em um lugar da costa abrigado do vento, gurupés e mastro do traquete avariados, e levado pela correnteza. Apesar de soprar uma ventania, Paget partiu para dar assistência a seu inimigo, baixou a sua âncora na proa do navio francês, impulsionou o cabo, e o desviou das rochas através de seu cabo de tração. O navio avariado conseguiu então entrar na segura baía, e, portanto, setecentas vidas foram salvas da morte. Depois de executar esta ação cavalheiresca, o Endymion, se viu em grande perigo, arrastado pelo vento.
Foi nomeado para o HMS Superb, outro navio de linha pertencente à Frota do Canal, e durante um cruzeiro na baía da Biscaia fez vários prisioneiros. Em 1814 serviu na costa da América do Norte sob as ordens de Sir Alexander Cochrane, de quem recebeu o comando de um esquadrão estacionado no litoral de New London e participou em um ataque a Wareham, Massachusetts durante a Guerra anglo-americana de 1812.
O capitão Paget foi nomeado para o comando do HMY Prince Regent em 1 de janeiro de 1819 e depois para o do Royal George. Ele assistiu Jorge IV, e antes de subir ao trono nomeou Charles como Cavaleiro da Grande Cruz da Real Ordem Guélfica e Cavaleiro Celibatário em Brighton em 19 de outubro de 1819. Em janeiro de 1822, Sir Charles sucedeu seu irmão tenente-general Sir Edward Paget como Groom of the Chamber, e deteve este posto durante todo o reinado de Guilherme IV.
Foi feito comodoro a bordo do Royal George em 26 de julho de 1822 e foi promovido a contra-almirante em 9 de abril de 1823.
Em março de 1828 foi nomeado comandante-em-chefe na costa da Irlanda. Alcançou o posto de vice-almirante em 10 de janeiro de 1837 e sucedeu o vice-almirante Sir Peter Halkett no comando da Esquadrão da América do Norte e do Caribe usando o HMS Cornwallis como seu capitânia.
Sir Charles Paget morreu a bordo do HMS Tartarus, no trecho entre Port Royal e as Bermudas. Sua morte ocorreu depois de um violento ataque de febre amarela, durante a qual, durante três dias a sua morte foi aguardada. De sua equipe de vinte homens, seis morreram, incluindo o doutor Scott, o cirurgião. Sentindo-se melhor, porém fraco, e estranhamente livre da dor reumática em 19 de janeiro, embarcou a bordo do Tartarus, com o propósito de ir para as Bermudas. Estava distante dessas ilhas por três dias, mas sendo incapaz de alcançá-las foi obrigado a voltar para St Thomas.

## Parlamento

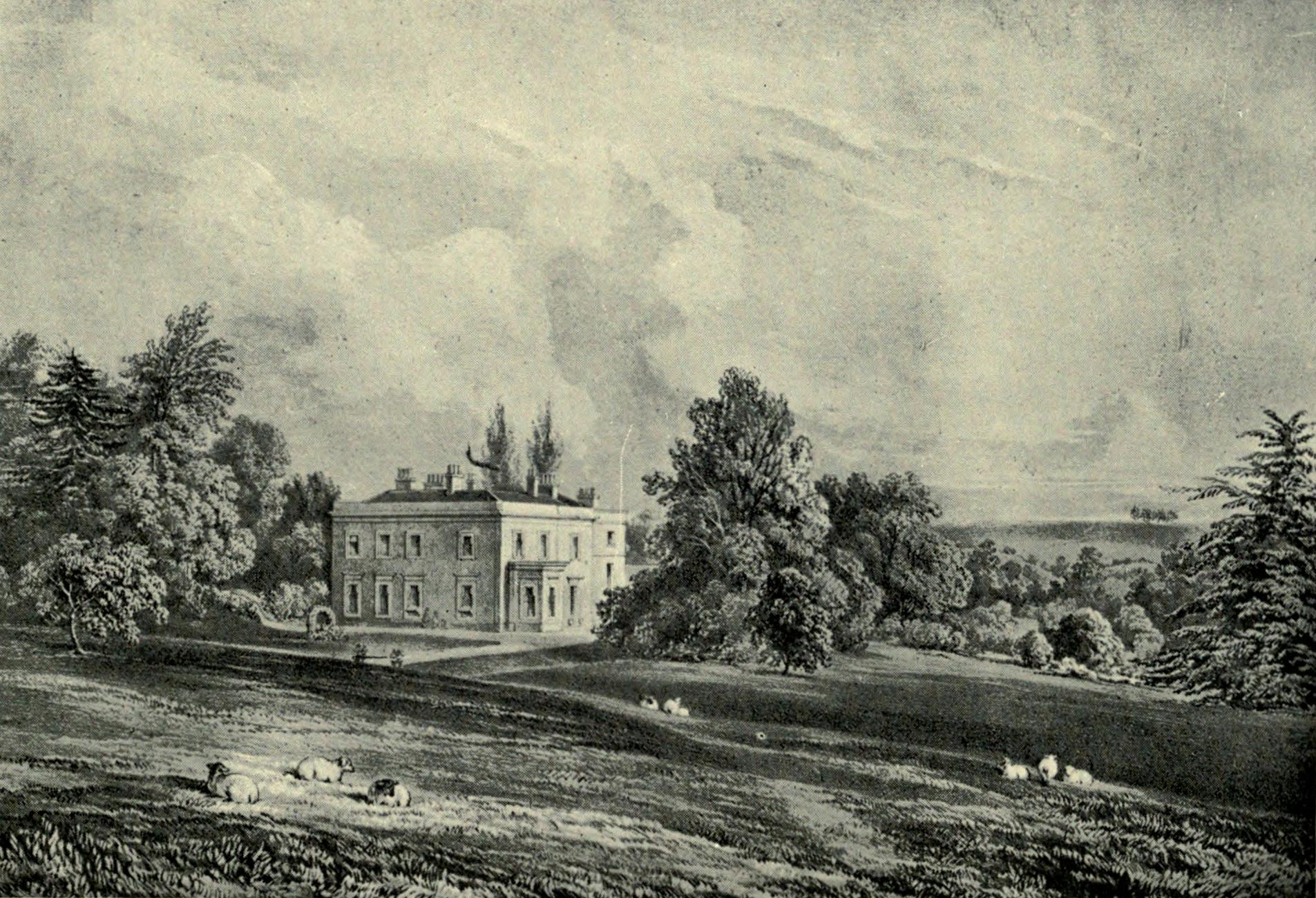
Fair Oak em Rogate

Paget foi membro do Parlamento pelo rotten borough de Milborne Port de 1804 a 1806, em seguida, sucedeu a seu irmão mais velho Edward Paget como deputado por Caernarfon de 1806 a 1826, e foi novamente seu deputado de 1831 a 1835. De acordo com registros de Hansard, Paget não fez qualquer contribuição para debates no parlamento.

## Família
Paget foi sepultado na igreja de São Bartolomeu, em Rogate, West Sussex. No mesmo local está sepultada sua filha Fredericka Georgina Augusta, que morreu em Fair Oak, Rogate em 12 de setembro de 1853, com treze anos de idade. Seu filho de 15 anos, Horatio Henry Paget morreu como aspirante de marinha a bordo do HMS Talbot em 28 de abril de 1828. Seu filho, o tenente Brownlow Henry Paget morreu a bordo do HMS Dublin em 18 de fevereiro de 1843, aos 24 anos de idade.
Sua viúva morreu em Fair Oak em 17 de agosto de 1843, com 56 anos.

## Leituras adicionais
- Media relacionados com Category:Charles Paget (Royal Navy officer) no Wikimedia Commons
- "A memoir of the Hon Sir Charles Paget, G.C.H. ...." Rev. Edward Clarence Paget

| Parlamento do Reino Unido                | Parlamento do Reino Unido                                              | Parlamento do Reino Unido               |
| ---------------------------------------- | ---------------------------------------------------------------------- | --------------------------------------- |
| Precedido por Lorde Paget Hugh Leycester | Membro do Parlamento por Milborne Port 1804 – 1806 com: Hugh Leycester | Sucedido por Lorde Paget Hugh Leycester |
| Precedido por Edward Paget               | Membro do Parlamento por Caernarvon 1806 – 1826                        | Sucedido por Lorde William Paget        |
| Precedido por William Ormsby-Gore        | Membro do Parlamento por Caernarvon 1831 – 1833                        | Sucedido por Owen Jones Ellis Nanney    |
| Precedido por Owen Jones Ellis Nanney    | Membro do Parlamento por Caernarvon 1833 – 1835                        | Sucedido por Love Parry Jones-Parry     |
| Cargos militares                         |                                                                        |                                         |
| Precedido por Sir Peter Halkett          | Comandante-em-chefe, Estação América do Norte e Caribe 1837–1839       | Sucedido por Sir Thomas Harvey          |